# 休·麦克迪尔米德

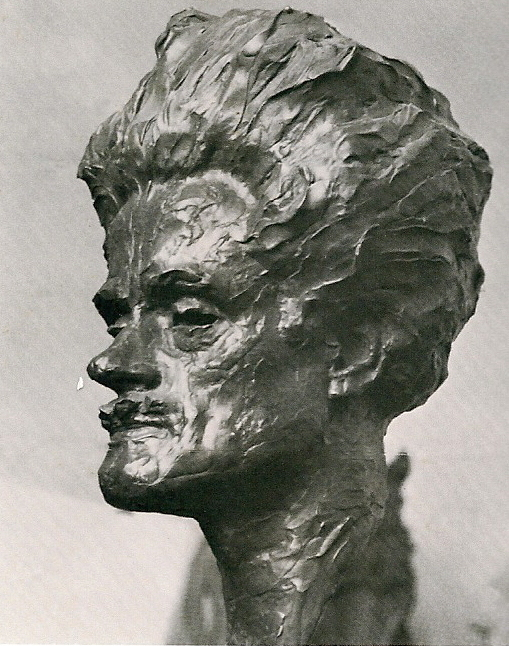
休·麥克迪爾米德的雕像

休·麦克迪尔米德（Hugh MacDiarmid，1892年8月11日 – 1978年9月9日）是苏格兰诗人、记者、散文家和政治人物。
麦克迪亚米德曾为工党创始人凯尔·哈第经营的报纸撰稿，之后在第一次世界大战爆发时加入皇家陆军军医队。 他曾在萨洛尼卡、希腊和法国服役。
他是苏格兰民族党的创黨黨員，但由于其支持马克思列宁主义而于1933年被黨開除。次年，他加入了大不列颠共产党，但他因為又支持蘇格蘭民族主義而于1938年又被共產黨开除。
1949年，乔治·奥威尔向軍情五處提供“不值得信任的人”名单（奥威尔的名单），名單中就有休·麦克迪尔米德的名字 。乔治·奥威尔認為名單中的人同情苏联或与内务人民委员部有联系。